# Нару (персонаж)
Нару́ (ком. Naru) — персонаж франшизы «Хищник». Появляется фильме «Добыча» (2022) в исполнении актрисы Эмбер Мидтандер.

## Вымышленная биография
Согласно сюжету фильма «Добыча», Нару — молодая девушка из племени команчей, имеющая навыки лекаря и следопыта. Она не хочет выполнять отведённую ей в племени роль (заниматься собирательством), мечтает стать великим охотником. Долгое время соплеменники не воспринимают её всерьёз. Тем не менее, она тренируется охотиться на зверей, пытается усовершенствовать своё оружие. У неё есть брат Таабе и мать Арука. Первый является опытным охотником.
Нару становится свидетелем прибытия космического корабля с Хищником. Принимая это за знак, что она готова испытать себя. Однако её брат Таабе в диалогах. Тем не менее, она отправляется за поисковым отрядом во главе с Таабе с целью выследить горную львицу, напавшую на охотников племени. Таабе соглашается взять её с собой, хоть и часть отряда против, объяснив это тем, что она хороший следопыт и лекарь. Они находят раненого члена племени и собираются возвращаться обратно. Нару оказывает помощь соплеменнику. Таабе решает остаться, чтобы найти львицу и завершить охоту.
Нару, обнаружив необычные следы Хищника и его жертву, идёт обратно вместе с Пааке и встречает Таабе. Вместе они устанавливают ловушку для львицы. Нару и Пааке остаются на дереве, Пааке ставит под сомнение возможности Нару в битве с горной львицей и говорит, что её убьёт он и её брат. Вдруг животное нападает и убивает его самого. Нару ранит львицу. Отвлёкшись на непонятную вспышку света в лесу, она падает с дерева и, ударившись головой, теряет сознание. Таабе относит её домой, но возвращается прикончить ослабевшую львицу — что сделает его новым вождём племени. Убеждённая в том, что реальная угроза всё ещё существует, Нару сбегает из дома вместе с Сари накануне дня охоты. Вскоре она находит стадо убитых бизонов с содранными шкурами, а позднее пытается убить медведя гризли. Но вскоре сама оказывается загнанной зверем в ловушку. Внезапно медведя атакует и убивает неизвестное существо, что даёт Нару возможность сбежать. Вскоре она натыкается на группу охотников-команчей, посланных на её поиски, чтобы отвести домой. Она рассказывает соплеменникам о Хищнике, но ей никто не верит. Разгорается спор, который перерастает в драку, но существо нападает на них и убивает мужчин одного за другим. Нару пытается сбежать, однако попадает в расставленный кем-то капкан. Видя, что она не представляет угрозы, нападавший оставляет её и просто уходит.
Французские охотники, убившие ранее бизонов из-за их шкур, находят Нару и берут её в плен, приказывая своему переводчику Рафаэлю Адолини расспросить её о существе. Когда Нару отказывается говорить, главарь охотников показывает ей также захваченного в плен Таабе и пытает его, затем связывает их обоих и оставляет как приманку для Хищника. Но существо, используя продвинутые технологии и вооружение, само нападает и убивает большинство охотников, давая время Нару и Таабе сбежать. Нару сражается с охотниками в лагере, спасает пойманного ими Сари и случайно натыкается на умирающего после схватки Рафаэля, который учит её обращению с пистолетом в обмен на своё лечение. Выполняя уговор, Нару даёт ему часть лечебных трав для остановки кровотечения из ран. И при новой атаке существа неожиданно понимает, что эти травы также делают недоступным его обнаружение Хищником в тепловом спектре, понижая температуру тела человека.

Бой Нару против Хищника на постере фильма «Добыча» (2022)

Существо не может увидеть притворившегося мёртвым Рафаэля при помощи теплового зрения. Однако вскоре, задев его раненую ногу и услышав вскрик, убивает его. Таабе атакует верхом на лошади и спасает Нару. Вместе они почти одолевают Хищника, но тот включает режим невидимости, а затем подкрадывается к Таабе и убивает его. Нару убегает в лес, и у реки находит выжившего главаря охотников, который ранее пытал Таабе. Она нападает на него и калечит, а затем оставляет рядом незаряженное оружие. Сама Нару использует траву, которая понижает температуру тела и прячет тепловую метку, используя раненого охотника как наживку для Хищника. Пока Хищник убивает главаря, она ранит его из пистолета, данного ей Адолини, сбивает шлем и убегает с ним в леса.
Применяя свои наблюдения о тактике и поведении существа, Нару заманивает его в трясину, в которую сама попала ранее, и использует прицельный визер шлема Хищника против него самого. Хищник погибает, а Нару отрубает ему голову и рисует на лице полосы его светящейся кровью. Она забирает голову Хищника и пистолет (по гравировке становится понятно, что это тот самый пистолет, который получает полицейский Майк Харриган от вожака Хищников в 1997 году в финале фильма «Хищник 2»). И возвращается к людям своего племени, которые думали, что она погибла. Нару говорит им, что опасность близко и пора искать новый дом. Племя чествует её, лицо Нару светится гордостью, она становится новым вождём племени.
Из сцены после титров фильма «Хищник: Убийца убийц» 2025 года мы узнаем, что Нару попала в плен Хищникам и спит в анабиозе, а также в этом же фильме нам показывают, что тот самый пистолет Рафаэля Адолини попал к Хищникам. Этот же пистолет Старейшина Хищников отдаст детективу Майклу Харригану в конце фильма «Хищник 2». Но как Нару попала в плен Хищникам — не объясняется. Вероятно, это объяснится в фильме «Добыча 2», который находится в разработке.

## Отзывы

### В мире
Дэвид Фир (англ. David Fear) из Rolling Stone похвалил игру Эмбер Мидтандер и нашёл, что её персонаж является коренной версией Эллен Рипли (главная героиня серии фильмов «Чужой»), дополняя визуальные эффекты, эффекты и последовательности действий. Эндрю Вебстер из The Verge похвалил развитие персонажа Нару и её способностей, изображённых в фильме. Белен Эдвардс из Mashable аплодировала игре Мидфандер и развитию её персонажа, охарактеризовав Нару следующим образом: умный герой боевиков, дополняющий боевые сцены и уровень насилия. Оди Хендерсон из RogerEbert.com даёт высокую оценку изображению персонажа Нару. Том Йоргенсен из IGN приветствовал игру Мидфандер в роли Нару, назвав её свирепой, и заявил, что фильму удаётся представить простую историю, которая избегает будучи упрощённым в то же время.

### В России
Российский портал «Мир фантастики» дал следующую характеристику персонажу Нару:
«Нару в исполнении Эмбер Мидтандер — одно из главных достоинств фильма, а заодно наглядный пример, как правильно показывать сильных женщин. Да, Нару стремится заниматься мужской работой в патриархальном обществе и регулярно получает от этого общества на орехи. Но сюжет не пытается показать её самой сильной, способной и выносливой. Напротив, Нару не чужды страх и сомнения, а в лобовой схватке она вчистую уступает более крепким противникам. Но свой проигрыш в грубой силе девушка компенсирует умом, хитростью и изворотливостью — важными для охотника качествами».
В рецензии сайта «КГ-Портал» дана следующая оценка наличию фемповестки в фильме «Добыча»:
«Нет, определённые элементы типичного боевика про «сильных и независимых» имеются, но они органично вплетены в повествование. Нару, главная героиня, пару раз вступает в открытую конфронтацию с грубыми мужланами и даже побеждает, но делает это за счёт грамотной хореографии, опирающейся на скорость, ловкость и колюще-режущее оружие, а не на нокауты противников в два раза тяжелее. Что немаловажно, показано, как героиня тренируется… Но даже это не делает её самой крутой воительницей на деревне — мужчины в итоге всё равно оказываются лучше в драке. Для победы Нару, как и положено, приходится задействовать хитрость и смекалку».
В рецензии портала «Geek City» отмечено то, что фильм демонстрирует эволюцию главной героини Нару:
«Героиня вроде бы хочет и стремиться быть на равных с охотниками, кидается топорами, изобретает новые способы быть опасной, но это не делает её автоматически крутой. Она совершает совершает ошибки, учится, проигрывает, попадает в опасные ситуации и не побеждает простопотомучто. Она упорная, находчивая и с искрой. И весь фильм идёт к тому, стать настоящей охотницей и дать отпор инопланетному охотнику».
В рецензии журнала «25-й кадр» приведено сравнение персонажей Нару («Добыча») и Алексы Вудс («Чужой против Хищника»):
«Для сравнения, в «Чужом против Хищника» главной героиней так же выступает женщина, но Алекса Вудс – учёная, подготовки которой едва ли хватило бы, чтобы сразиться не только с Хищником, но и выводком ксеноморфов. Выживанию Алексы веришь чуть меньше, чем выживанию Нару, которая на протяжении фильма исправно тренируется управляться томагавком и даже придумывает интересные и эффективные способы ведения боя с топориком. Маленькая миниатюрная Нару в сравнении с мощным оппонентом, вооружённым самонаводящимся арбалетом и хитроумным боевым щитом, кажется абсолютно вне его весовой категории, однако, хитрость, сноровка и навыки следопыта делают девушку куда более опасной для жестокого противника, чем можно подумать».